# Hisyah
Hisyah (en arabe : حسياء, également orthographié Hasya, Hasiyah ou Hessia) est une petite ville du centre de la Syrie, rattachée administrativement au gouvernorat de Homs. Elle se trouve à environ 35 kilomètres au sud de Homs et est située au bord de l'autoroute 5, qui relie Homs à Damas. Hisyah est bordée par les localités de Qousseir et Rableh au nord-ouest, Shamsin et Jandar au nord, Dardaghan au nord-ouest, Sadad au sud-est et Bureij au sud. Selon le Bureau central syrien des statistiques, Hisyah avait une population de 5 425 habitants en 2004. Ses habitants sont principalement des musulmans sunnites et des catholiques.

## Histoire

### Antiquité
À l'époque de l'Empire néo-assyrien en Syrie (entre le IXe siècle et le VIIe siècle av. J.-C.), la ville était un relais postal connu sous le nom de « Hesa » et situé sur la route menant à Damas. Durant le règne de Teglath-Phalasar III, la ville comporte un important groupe d'artisans militaires. À cause de la faible population de la ville et de ses environs, le groupe est déplacé et est remplacé par trente habitations assyriennes destinées au recrutement de l'armée. Le village est alors géré par deux jeunes officiers militaires.

### Ère ottomane
Lors du règne ottoman en Syrie, particulièrement au XVIIIe siècle, Hisyah devient une garnison fortifiée dirigée par un agha. La garnison était une faction militaire importante du district de Homs et ses dirigeants étaient également gouverneurs du district. La ville était située sur la route du Sultan qui menait à Constantinople, capitale du sultanat. Hisyah avait une situation particulière : son isolement en bordure du désert syrien l'a rendue vulnérable aux attaques des Bédouins. Cependant, la ville était également le lieu de négociations entre le gouvernement et les Bédouins ; des attaques contre les Bédouins y ont été lancées. Hisyah servait également de point de contrôle pour le commerce de blé et d'orge, car les céréales y étaient collectées et stockées dans des moulins.
Lorsque Pocock voyage dans la région d'Hisyah dans les années 1730, il décrit la ville comme étant un « endroit misérable » entouré de villages abandonnés. Pocock mentionne ensuite que la ville comporte une maison de gouverneur, une mosquée, un caravansérail de trois maisons, ainsi que plusieurs maisons construites aux alentours. D'après Dick Douwes, historien expert de l'Empire ottoman, les habitants d'Hisyah étaient principalement des familles de gouverneurs ainsi que des janissaires qui étaient réquisitionnés à la forteresse. Avec la garnison alliée de Ma'arrat al-Numan, Hisyah joue un rôle important dans la pacification de la région située entre Damas et Alep. Ma'arra aide Hisyah lors de ses campagnes contre les tribus Mawali originaires du nord de la Syrie. En 1717, la cavalerie de Hisyah défend la ville d'Hama lorsque celle-ci est attaquée par les Bédouins. L'arabe Isma'il Agha al-Azm était alors le chef de la garnison et était aussi gouverneur de Hama et de Homs.
Au milieu du XIXe siècle, le missionnaire irlandais Josias Leslie Porter affirme que la ville d'Hisyah est protégée par des remparts et comporte un caravansérail. Un agha et 150 cavaliers sont appelés à Hisyah pour défendre la ville et ses alentours des attaques des Bédouins, qui étaient particulièrement perpétrées par des clans de la confédération `Anizzah. Peu avant la visite de Porter, l'ancien agha et 18 de ses soldats ont trouvé la mort dans une embuscade dirigée par les Bédouins Walid Ali. Le village était à l'époque essentiellement peuplé de chrétiens.

### Ère contemporaine
Durant le mandat français en Syrie, le village est dominé par la famille Suweidan.
Aujourd'hui, l'Hisyah est l'une des seules localités de sa région qui possède un poste de police. Une zone industrielle d'une superficie de 2 500 hectares a été construite dans la ville par le gouvernement syrien en 2001.